# Operazione Sturzo

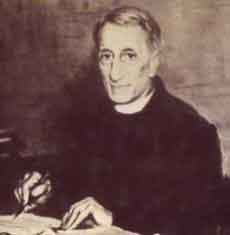
Don Luigi Sturzo

Operazione Sturzo è il nome giornalistico attribuito ad un progetto di alleanza elettorale in funzione anticomunista e antisocialista tra la maggioranza centrista (composta da Democrazia Cristiana, Partito Socialista Democratico Italiano e Partito Repubblicano Italiano) e le opposizioni della destra (Movimento Sociale Italiano e Partito Nazionale Monarchico).
Fu promossa su direttiva personale di papa Pio XII e sostenuta dai cardinali Alfredo Ottaviani e Giuseppe Pizzardo per scongiurare la vittoria delle sinistre alle elezioni comunali di Roma del 1952; tuttavia, non andò in porto per l'opposizione di Alcide De Gasperi e di monsignor Giovanni Battista Montini, e per la contrarietà di repubblicani e socialdemocratici a qualsiasi intesa col Movimento Sociale Italiano.

## Il carattere sacro di Roma
(M. PIACENTINI, I culti ammessi nello Stato italiano, Milano, Hoepli, 1934)

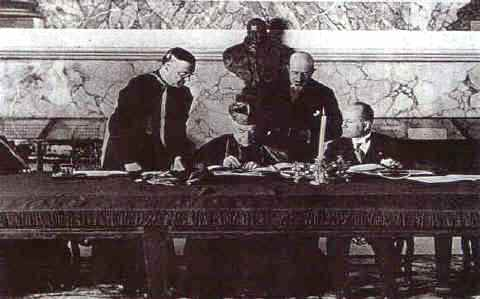
La firma dei Patti Lateranensi

Il tentativo di alleanza tra centro e destra in Campidoglio affonda le sue radici nella speciale considerazione che la Chiesa ha della capitale. Con la firma dei Patti Lateranensi, definitivamente chiusa la questione romana, viene infatti stabilito al secondo comma dell'articolo 1 del Concordato il carattere sacro di Roma "sede del pontefice, centro del mondo cattolico e meta di pellegrinaggi". Il governo italiano (all'epoca presieduto da Mussolini) è tenuto a impedire qualsiasi atto o evento che contrasti col detto carattere. La definizione si rivela tuttavia generica sul piano teorico ed inapplicabile sul piano pratico. Lo stesso Mussolini, due mesi dopo, deve addirittura disilludere estremisti e facinorosi dichiarando ridicola l'ipotesi di chiudere le sinagoghe, abbattere la statua di Giordano Bruno e rimuovere i simboli del Risorgimento italiano, esattamente come deve chiarire una volta per tutte alla gerarchia vaticana che non sarà attuato alcun divieto ai culti non cattolici.
Mancando una giurisprudenza al riguardo, la clausola rimane di fatto quella enunciazione priva di determinazione che le due parti hanno di fatto voluto. Mancante di chiarimenti, interpretazioni e limitazioni, infatti, consente alla Chiesa e allo Stato di coprire ed escludere, rispettivamente, la maggior parte delle possibili ipotesi di applicazione. L'intenzione di Pio XI di restaurare la Roma cattolica dello Stato Pontificio rimane quindi tale. La politica estera italiana non è ancora ostile all'Inghilterra anglicana e si sa che si devono ammettere ammettere l'islamismo e il cristianesimo copto delle colonie nella lista dei culti ammessi. e Mussolini stesso, del resto, ha voluto la Conciliazione per pacificare il paese, non per creare nuovi disordini. Tra le pretese cattoliche destinate a rimanere sulla carta c'è l'abbattimento della statua di Giordano Bruno la censura preventiva cattolica dei film e della pubblicità e la moderazione delle coreografie di molti eventi di regime.

## Le premesse
(Discorso di Pio XII ai parroci e ai predicatori quaresimalisti di Roma, 22 maggio 1957)

### Le elezioni del 1946-1948
La prima consultazione elettorale amministrativa di Roma dopo venti anni di Fascismo si rivela oltremodo deludente per i cattolici. Comunisti e socialisti, uniti nel "blocco del popolo" assieme al Partito d'Azione, ottengono la maggioranza assoluta con il 36,9%. La Democrazia cristiana è al terzo posto, col 20,3%, scavalcata da l'Uomo Qualunque col 20,7%. Gli altri partiti rappresentati in consiglio comunale sono il PRI (7,8%), i monarchici (7,0%) e il PLI (5,0%). In ossequio alle direttive provenienti dalle gerarchie ecclesiastiche la DC attua una strategia mirata ad escludere le sinistre dalla maggioranza, anticipando di qualche mese l'esclusione dal governo nazionale. La proposta di costituire una giunta tra tutti i partiti, con partecipazione proporzionale ai risultati, non va in porto per il rifiuto del blocco e dei repubblicani a qualsiasi collaborazione con le forze che avevano sostenuto il mantenimento della monarchia (PNM, qualunquisti e liberali). L'alternativa è una maggioranza a guida democristiana con la partecipazione di liberali, monarchici e qualunquisti che l'11 dicembre 1946 elegge sindaco Salvatore Rebecchini, ma i veti contrapposti per le poltrone degli assessori obbligano il neo-eletto alle dimissioni.
Le nuove elezioni sono convocate per l'ottobre del 1947 con due significative novità. Si è consumata la scissione socialista, che ha dato vita al PSDI, e si presenta per la prima volta il MSI, fondato poco meno di un anno prima. Il primo erode al blocco di sinistra il 3,9%, riducendolo ad un complessivo 33,3%, il secondo ottiene il 3,9% e tre consiglieri, in gran parte provenienti da un elettorato che ancora non si era espresso. Nonostante le enunciazioni di De Gasperi sul "partito di centro che guarda a sinistra" la DC romana, che rivendica la guida della maggioranza come partito più votato, sceglie di formare una coalizione di centro-destra che dopo un mese di colloqui rielegge Rebecchini alla guida di una maggioranza formata dalla DC, dall'Uomo Qualunque e dal PLI con l'appogio esterno, e determinante, del Movimento Sociale. All'opposizione, dopo la sconfitta del loro candidato, vanno PCI, PSI, PRI, PSDI. Indipendenti dai due blocchi rimangono i monarchici.
Se Rebecchini può governare per l'intera legislatura l'ottimo risultato delle sinistre e l'agguerrita propaganda nei quartieri periferici e nelle borgate evoca nella gerarchia ecclesiastica lo spettro del possibile ritorno in futuro di giunte capitoline a emulazione del "Blocco del Popolo" di Ernesto Nathan, "tanto rispettabili scrive Andreotti, quanto intrise di anticlericalismo". Ricevendo in udienza il Sindaco e la giunta Pio XII sostiene infatti che 
()
Riferendosi all'Anno santo del 1950 il Pontefice si chiede 
(idem)
La sua preoccupazione per i destini politici italiani, e di Roma in modo particolare, è del resto già emersa negli auguri per il Natale 1946 al popolo romano, laddove sostiene che il risultato delle sinistre espone il volto sacro di Roma ad essere macchiato e coperto di fango.

### L'unità politica dei cattolici
Non siamo della Democrazia Cristiana perché non accettiamo nessun compromesso con il mondo capitalistico ingiusto ed oppressivo, in un partito in cui convivono ricchi e poveri, capitalisti e lavoratori, sono sempre i poveri ad avere la peggio.
Non siamo Comunisti perché non siamo marxisti o materialisti, perché non vogliamo dittature, né uno Stato padrone delle nostre cose, perché non ammettiamo dipendenze straniere.
Non siamo nel Partito Socialista perché malgrado nuove correnti non si è ancora chiaramente liberato della vecchia mentalità materialistica, perché non ha ancora trovato la sua strada vitale ed autonoma.
Siamo Socialisti Cristiani. Socialismo cristiano non significa socialismo di "destra", significa primato dello spirito, rispetto della persona e dei suoi fini naturali ed eterni, significa assoluta fedeltà ad un programma di radicale rinnovamento politico ed economico.
Alla Costituente noi difenderemo con fermezza, accanto agli altri cattolici, i nostri principi cristiani e sosterremo la nostra causa socialista, che è la causa di tutti i lavoratori
L'altra grande preoccupazione che spinge il pontefice a promuovere l'operazione è l'unità politica dei cattolici, messa a dura prova da un pluralismo democratico del tutto inedito per l'Italia. Alla preoccupazione per la propaganda della sinistra vera e propria, infatti, si somma quella per la frammentazione dell'elettorato cattolico progressista in partiti come la Sinistra Cristiana di Franco Rodano (ex Movimento dei Cattolici Comunisti), il Partito Cristiano Sociale di Gerardo Bruni (ex Movimento dei cattolici antifascisti) e il Movimento cristiano per la pace di Guido Miglioli. 
Scomparso definitivamente il fascismo con la sconfitta della RSI i cattolici di sinistra sono passati dalla clandestinità partigiana all'organizzazione strutturale dei singoli movimenti. Elemento comune a tutti è sfatare il mito che cattolico debba politicamente significare l'adesione alla Democrazia cristiana e alla sua linea politica, al momento liberista e filo-capitalista. La presenza di molti ex fascisti nelle file democristiane, tollerati in funzione anticomunista, porta all'obiettivo di combattere il possibile sviluppo di movimenti post-fascisti guardando alle forze sociali (classe operaia) e politiche (partito comunista) ritenute capaci di abbattere il fascismo e di impedirne ogni rinascita, eliminando alla radice i meccanismi economici e strutturali che ne hanno a suo tempo reso possibile l’ascesa. Della sinistra, inoltre, condividono le idee relative alla famiglia che stanno prendendo corpo nella Costituzione (divorzio; matrimonio civile ed equiparazione giuridica dei coniugi; contrarietà ai finanziamenti statali alla scuola privata) sostenendo la necessità di non recepire nella Carta fondamentale dello Stato i Patti Lateranensi che hanno già contestato nel 1929.
L'idea di conciliare "i pregiudizi anticlericali da una parte e le remore anticomuniste dall’altra", non incontra il favore di nessuno dei due elettorati. Democrazia Cristiana e Partito Comunista rappresentano infatti il punto di riferimento sia degli elettori dei due schieramenti, sia di chi vota per Fede o meno, e alle combattute elezioni del 1948 nessuno dei partiti della sinistra cattolica riesce a superare l'1% dei voti e la conquista di seggi parlamentari.

## La preparazione

### L'appello di don Sturzo
(Giulio Andreotti: appunti per il Santo Padre, da "Concretezza", agosto 1965)
Nel 1951 la Democrazia Cristiana e il governo devono affrontare la prima verifica elettorale dal 1948. Una verifica politicamente significativa perché, per la prima volta dal 1928, si torna a votare anche per i consigli provinciali. Una parte degli elettori, equamente distribuiti tra nord e sud del paese, non gradisce le riforme portate avanti da De Gasperi, tra le quali la legge agraria (latifondi frazionati e dati ai contadini; giusta causa per il licenziamento di fittavoli e mezzadri), l'istituzione della Cassa del Mezzogiorno e il mantenimento delle aziende di stato di epoca fascista. Il governo è quindi attaccato da sinistra come sostenitore della borghesia e del capitalismo e dal fronte moderato - non solo cattolico - per la mancata repressione degli estremismi rappresentati da comunisti, socialisti e missini. Le elezioni mantengono la maggioranza relativa alla DC, seppure ridimensionata nel totale dei voti, ma al contempo vedono una crescita significativa del Fronte popolare. La riforma in senso maggioritario del sistema elettorale, che nei comuni sopra i 10.000 abitanti introduce le coalizioni fra i partiti e il premio di maggioranza per l'alleanza più votata, viene vista come un possibile strumento di vittoria delle sinistre a Roma, dove la giunta clericale di Stefano Rebecchini, che si regge anche grazie al sostegno del Movimento Sociale Italiano, è nell'occhio del ciclone per la speculazione edilizia e gli alti livelli di corruzione.
In questo clima il 5 dicembre 1951 De Gasperi si incontra con mons. Pietro Pavan, incaricato dalla Segreteria di Stato di riferire che Pio XII ritiene l'azione del governo poco o nulla decisa a contrastare l'estrema sinistra. Lo statista trentino risponde che il Papa è stato male informato sul lavoro dell'esecutivo e, in particolare, sullo "sforzo continuo, intenso, logorante, sostenuto per procedere nell’opera di ricostruzione, in un contesto di avversione di uomini e di partiti, pochezza di mezzi, necessità di armamenti, disastri imprevisti come le alluvioni". Risponde inoltre che non è possibile adottare contro il social-comunismo norme simili a quelle che hanno messo fuori legge il fascismo, in quanto i due partiti rappresentano tra il 35 e il 40% dell'elettorato e una qualsiasi censura provocherebbe conseguenze imprevedibili.
La determinazione a seguire la linea politica del "partito di centro che guarda a sinistra" è all'origine del tentativo di alleanza tra centro e destra. La prima proposta viene spesso attribuita a mons. Roberto Ronca, già rettore del Pontificio Seminario Romano Maggiore e fondatore del movimento politico cattolico Civiltà Italica che persegue l'intangibilità del Concordato, da inserire nella Costituzione, "l'indissolubilità della famiglia e l'integrità del diritto dei genitori ad educare la prole" e una "funzione sociale della proprietà" che coniughi la libertà individuale con la solidarietà sociale". Altre fonti attribuiscono la primogenitura del progetto a Luigi Gedda, fondatore dei Comitati civici e presidente dell'Azione cattolica, che la propone a un Pio XII fortemente preoccupato per la linea politica indipendente dalla gerarchia ecclesiastica seguita da Alcide De Gasperi e condivisa da una buona parte del partito. Altri ancora sostengono che l'idea sia partita dal papa in persona dopo aver consultato gli appunti trasmessi da mons. Pavan attraverso mons. Domenico Tardini. che avrebbe poi conferito l'incarico a Gedda e Lombardi.
Per certo si sa che ad accelerare i tempi sia stato il parere espresso dal segretario democristiano Guido Gonella, che alla domanda se vi fosse il rischio di un sindaco comunista per Roma ha risposto che in tutte le libere elezioni, in quanto tali, non si possono escludere rischi. Nella stessa intervista Gonella, informato delle manovre tra destra democristiana e Vaticano, indica in don Luigi Sturzo la personalità più indicata da contrapporre a quella di Francesco Saverio Nitti, capolista del Blocco del popolo. Al contrario di altre personalità del mondo cattolico, prive di meriti antifascisti se non compromesse col cessato regime, Sturzo è infatti un antifascista della prima ora che si è opposto nel 1922 al sostegno al Governo Mussolini (nel quale il PPI ha ottenuto i ministeri del Tesoro e del Lavoro e previdenza sociale) e ai compromessi tra Vaticano e governo fascista che hanno portato alla conciliazione del 1929. Costretto a dimettersi da segretario del Partito Popolare dal card. Pietro Gasparri ed esule negli Stati Uniti per una convergenza di interessi di Mussolini e Pio XI, dopo essere rimasto in sottordine nella politica del dopoguerra si vede imporre da Pio XII la scelta di rappresentare una lista civica unitaria, senza simboli di partito, composta da DC, PSDI, PRI e PLI e allargata al Partito Nazionale Monarchico e al Movimento Sociale Italiano.

### La rinuncia di Don Sturzo
(L'Osservatore Romano, 7 maggio 1952)
In obbedienza al volere del papa, l'anziano prelato, ormai ottantenne, prepara un appello in cui auspica "una lista unica che raccolga le migliori competenze amministrative, dia motivo ai partiti di rinunziare a presentare le proprie liste e faccia convergere su di essa i voti degli elettori che sentano di essere veramente romani". La bozza prende corpo il 21 febbraio, nelle stesse ore in cui sulla stampa viene annunciato l'accordo per l'apparentamento a quattro tra democristiani, repubblicani, socialdemocratici e liberali, e viene inviata ai segretari dei partiti coinvolti nell'operazione.

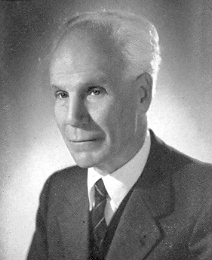
Augusto De Marsanich

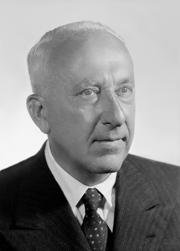
Achille Lauro

Nel MSI la disponibilità della segreteria nazionale (Augusto De Marsanich, Arturo Michelini) è contestata dalla sinistra interna guidata da Giorgio Almirante che persegue l'obiettivo di un accordo coi monarchici per la conquista delle amministrazioni del meridione. "In tutta la vicenda" scrive Antonio Parlato, "si innestarono questioni più ampie, come la legge Scelba, in quel momento in discussione in Parlamento, la sorte di Trieste, contesa tra Italia e Jugoslavia, e la proposta di un Fronte Nazionale, l’idea cioè che le forze di destra (compresi i qualunquisti) si unissero al di là dei singoli partiti in una nuova formazione più ampia e in grado di entrare nel gioco politico". 
Più complicata è la situazione nel Partito Nazionale Monarchico, dove l'operazione è sostenuta principalmente da Achille Lauro, che vuole sfruttarne l'effetto propagandistico per la sua candidatura a sindaco di Napoli. Per forzare la mano verso la scelta della lista civica, decide di rivelare il piano ai giornali, mettendo la Democrazia Cristiana e il Vaticano in grande imbarazzo. L'imprudente rivelazione porta ad un acutizzarsi dei contrasti interni con Alfredo Covelli, che persegue un accordo col MSI in luogo di un'alleanza con la DC, tensione che sfocia, di lì a poco, nella fondazione da parte di Lauro del Partito Monarchico Popolare, che si accorda con la DC per avere mano libera a Napoli in cambio della rinuncia ad un ruolo di opposizione nazionale.
Nei partiti di governo la situazione è grossomodo la stessa. L'opposizione interna socialdemocratica, rappresentata dall'on. Carlo Andreoni, presenta al segretario Giuseppe Romita un ordine del giorno per invalidare la decisione della direzione nazionale sull'apparentamento. La proposta viene respinta dall'esecutivo nazionale, dal quale Andreoni si dimette, con l'ammonizione ai dissidenti che una eventuale lista che vada a contrapporsi a quella ufficiale del partito, che si concretizza nel raggruppamento dei "Socialdemocratici laburisti", porterebbe all'immediata espulsione dei promotori;Dal Partito repubblicano la risposta è affidata a un comunicato della direzione nazionale, nel quale è detto che "[lo schieramento centrista] è il solo capace, nella situazione attuale, di respingere l'assalto dell'antidemocrazia comunista e fascista.
In questa situazione, con l'iniziativa che viene dichiarata fallita il 22 aprile - ovvero nel giorno in cui Don Sturzo avrebbe dovuto diffondere l'appello - Alcide De Gasperi, supportato da mons. Montini, riesce ad unire la maggioranza della Democrazia Cristiana agitando lo spettro di un secondo partito conservatore e confessionale, che dalla Santa Sede è visto di buon occhio da mons. Domenico Tardini, ma che infrangerebbe l'unità politica dei cattolici e frazionerebbe l'elettorato a tutto vantaggio della sinistra che si pretende di combattere. L'opposizione del Presidente del Consiglio si somma alla richiesta di negoziati da parte di MSI e monarchici, definiti da Guido Gonella "incompatibili con l’urgenza della cosa [...] non si doveva portare sul terreno delle trattative fra partiti, ma, al contrario, si doveva concretare in una rinuncia dei partiti a presentare loro liste".

## Le conseguenze

### L'esito del voto

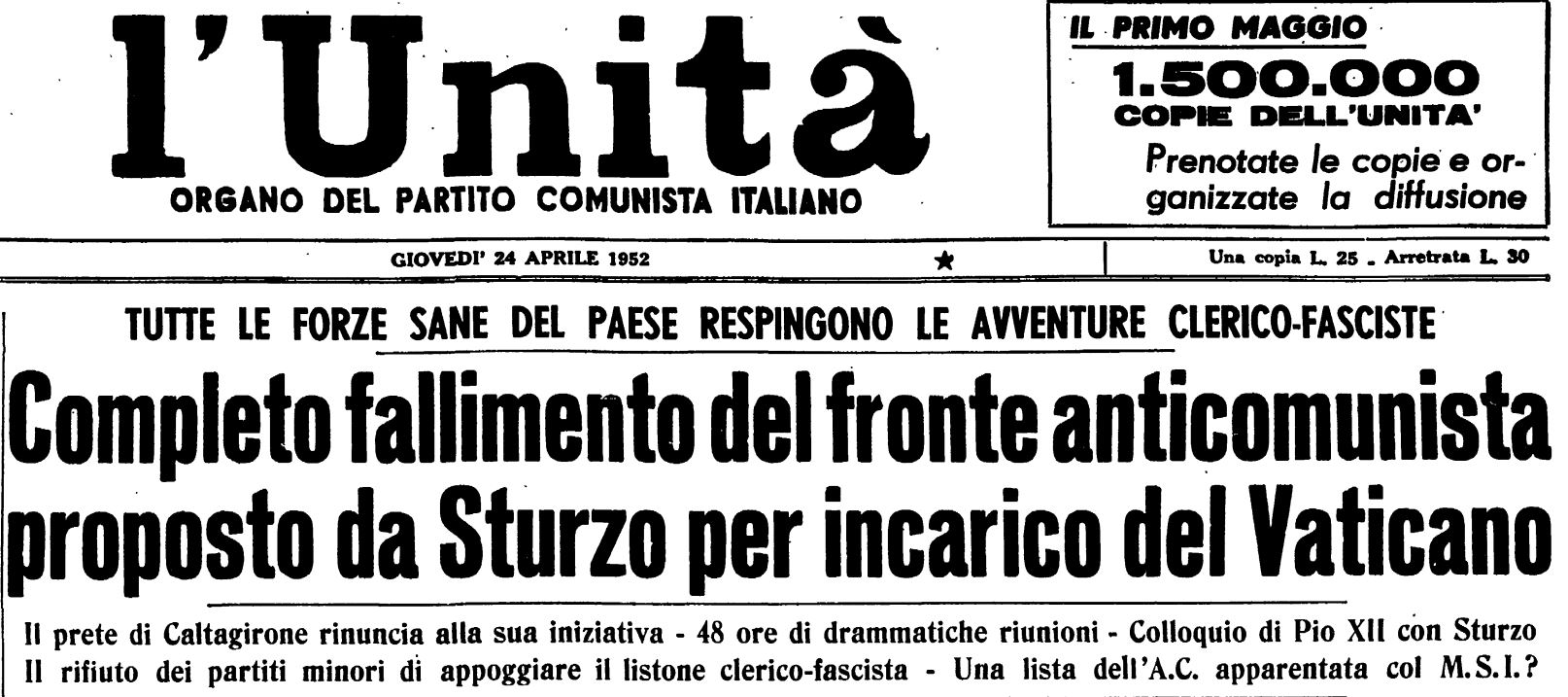
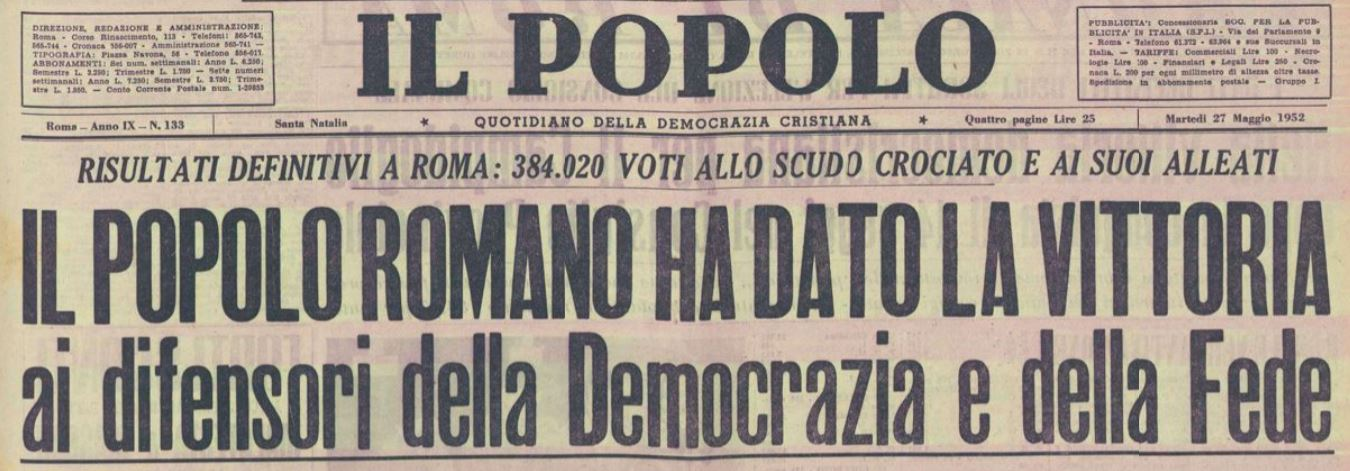
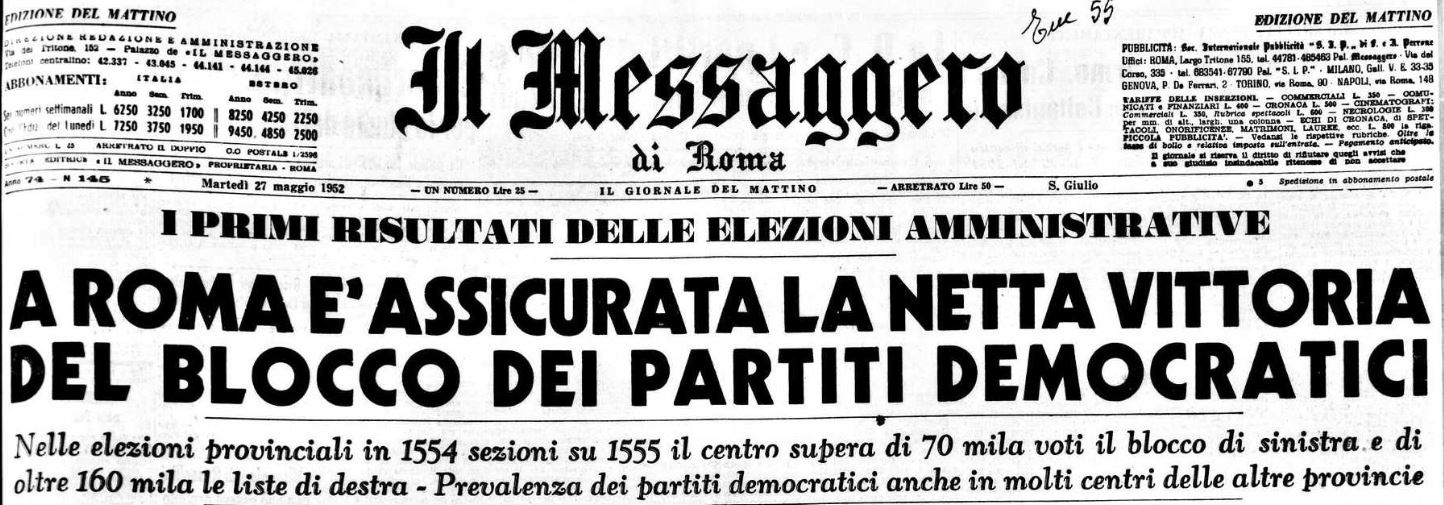

(Don Luigi Sturzo. Il Popolo, 24 aprile 1952)

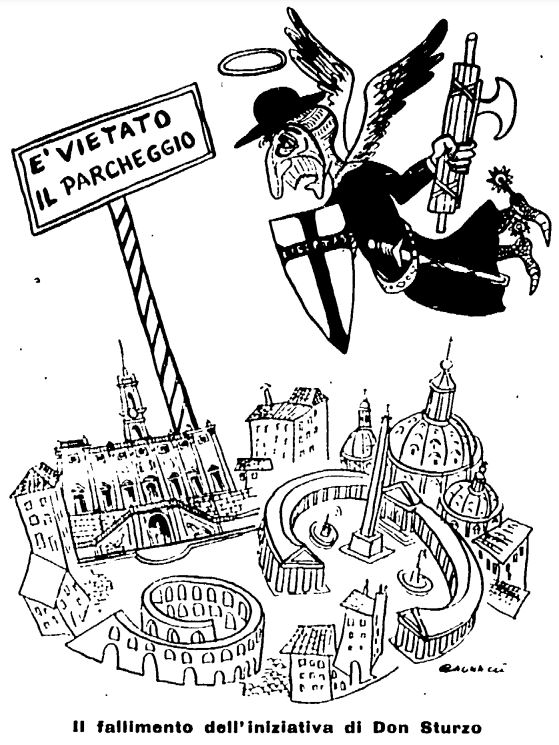
l'Unità, 27 aprile 1952

Secondo un dettagliato resoconto de l'Unità, il fallimento dell'operazione va ricercato nella posizione espressa da Luigi Gedda ("se la DC non si allea con la destra, l'Azione cattolica le negherà il suo appoggio") e nell'aver messo le direzioni di PSDI, PRI e PLI di fronte a una decisione in luogo di una proposta. Randolfo Pacciardi e Ugo La Malfa minacciano l'uscita del PRI dalla maggioranza di governo qualora la DC dia seguito alla richiesta del Movimento Sociale di ritirare la legge per la repressione del neofascismo (per difendere la quale Mario Scelba è pronto alle dimissioni). Viene inoltre precisato che la direzione nazionale democristiana si è spaccata a metà, respingendo per un solo voto un ordine del giorno contrario (presentato dal vicesegretario Domenico Ravaglioli, e che il comitato romano del partito ha preso posizione contro l'iniziativa.
Nello stesso giorno il quotidiano democristiano Il Popolo smentisce la contrarietà del comitato romano del partito, giustificando la notizia con un rinvio della decisione ufficiale, e dà notizia di una riunione dei partiti della maggioranza allargata al PLI (che al momento non ne fa parte) dove si sono confermati gli accordi già presi per l'apparentamento. Nonostante le prese di posizione di Luigi Gedda (che il 21 aprile ha minacciato di ritirarli dalla lista della DC) viene anche confermata la presenza dei 15 esponenti dell'Azione Cattolica, a conferma del rientro di qualsiasi contrasto, anche se la ricomposizione fa perdere il posto di presidente del movimento giovanile dell'associazione a Mario Rossi, da sempre schierato contro la determinazione del presidente a considerare l'associazione per il numero di persone che poteva schierare in funzione elettorale.
L'esito del voto dà ragione alle previsioni che Andreotti ha inviato a Pio XII ("Nelle elezioni i partiti apparentati conquistarono le maggioranza nel comune di Roma. Come volevasi dimostrare.") Il 24 e 25 maggio 1952 le urne romane danno i seguenti risultati:
- Coalizione centrista 384.020
DC 285.306; PLI 39.507; PSDI 29.876; PRI 20.651; Fronte economico 8.863
- Blocco del Popolo 314.243
Lista Nitti (PCI-PSI) 306.940; Faro 5.717; Socialdemocratici laburisti 1.586;
- Blocco di destra 206.819
MSI 142.892; PNM 53.862; Unione Romana 3.441 Democrazia Nazionale 3.369; PMP 3.255;
- Altre liste: 11.627

### La fine del centrismo
(Telegramma di Guido Gonella al presidente del consiglio Alcide De Gasperi.)
La campagna elettorale - e non solo a Roma - viene combattuta senza esclusione di colpi. Parlando a Reggio Calabria De Gasperi afferma che "ogni voto dato al Movimento sociale italiano è un voto perduto; quanto alla monarchia, non bisogna dimenticare che oggi si tratta di eleggere il sindaco e non il re. Noi vogliamo la pacificazione ma non si pretenda che noi ci assoggettiamo alla politica di isolamento internazionale e di avventure dei fascisti, politica che porterebbe di nuovo il Paese alla rovina". Poche ore dopo il ministro degli Interni, Mario Scelba, destituisce il questore che non ha saputo impedire le contestazioni al comizio del leader democristiano. Il direttore de l'Osservatore Romano invita i cattolici a non disertare le urne, perché l’astenersi dal voto sarebbe un doppio peccato mortale verso Dio, la Chiesa e la Patria, e invita a votare per la DC. A scaldare ulteriormente il dibattito politico è l'inizio della discussione alla Camera della legge Scelba, contro la quale il Movimento Sociale Italiano - respinte le eccezioni di costituzionalità presentate - ricorda che i democristiani "oggi si scagliano contro il MSI, mentre alla vigilia del 25 maggio ricercarono un’alleanza"» e che "in molti comuni al DC si è apparentata con il MSI e ancora ne cerca l’appoggio per la formazioni di amministrazioni comunali e provinciali «contro i partiti di sinistra".
Alla direzione nazionale del PCI Palmiro Togliatti afferma che "Sarebbe un errore dire che oggi il pericolo principale è il fascismo. Il nemico principale è invece la DC, che ha mantenuto solide posizioni come forza della conservazione e della reazione. I clerico fascisti vorrebbero una trasformazione reazionaria violenta [...] La DC cercherà di condurre l’azione repressiva senza ricorrere a forme reazionarie aperte. Sulle sue scelte influiranno molti elementi imprevedibili. Cercare nuove alleanze sul terreno antifascista, ma non dimenticare mai che il nemico principale è la DC. Sarebbe uno dei più grossi errori che si possono commettere".

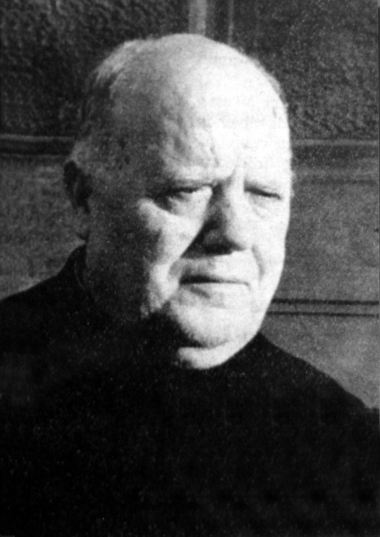
Don Angelo Brucculeri

La voce riferita da De Gasperi a Scelba sull'intenzione del Vaticano di creare un nuovo partito cattolico, perché crede che la democrazia sia troppo debole per resistere alle forze di sinistra, porta al primo annuncio di una modifica della legge elettorale per le elezioni politiche fatto da Guido Gonella a una riunione del gruppo parlamentare democristiano alla Camera e confermato il 18 giugno alla riunione del Consiglio Nazionale di Anzio; contro l'introduzione del maggioritario, confermata da De Gasperi, si pronunciano sia la sinistra (Giovanni Gronchi) che la destra (Carmine De Martino) mentre si dichiara favorevole il centro di Attilio Piccioni e Giulio Andreotti. De Gasperi parla di "democrazia protetta" sostenuto in questo dai gesuiti (la Compagnia di Gesù e notoriamente la portavoce ufficiosa dell'opinione del Papa) che, per bocca di don Angelo Brucculeri, affermano che "la ragione che spinge la DC a riformare la legge elettorale è che intende ben prepararsi al prossimo cimento delle consultazioni politiche e trionfare sulle schiere ubriache di miti totalitari che hanno per emblema la falce e il martello o il malfamato fascio littorio".
Il mancato scatto del premio di maggioranza della nuova legge per soli 54.000 voti ha come conseguenza la prima sfiducia a un governo appena formato. L'esecutivo monocolore, l'ultimo presieduto da De Gasperi ottiene 282 voti contro 263 a favore e 37 astensioni; al Senato, sulla base del voto negativo della Camera, la discussione non ha luogo e nella seduta del 28 luglio, prevista per l’inizio del dibattito, Attilio Piccioni si limita ad annunciare le dimissioni dell'esecutivo. Mentre De Gasperi si ritira dalla scena politica  il centrismo sopravvive al suo fondatore in maniera sempre più instabile. I successivi governi Pella, Fanfani (anch'esso respinto), Scelba, Segni e Zoli si rivelano deboli nell'iniziativa legislativa e nell'azione politica, anche a causa del progressivo allentarsi dell'alleanza tra comunisti e socialisti (che iniziano ad avvicinarsi all'area di governo) e dalla tendenza sempre più conservatrice dei liberali dopo l'elezione a segretario di Giovanni Malagodi.
Il doppio tentativo di istituire un premio di maggioranza per la coalizione centrista finisce col creare le condizioni per l'avvicinamento e l'ingresso nella maggioranza di governo ai socialisti, soluzione contro cui la Chiesa si batte fino al nuovo corso di Giovanni XXIII, non pregiudizialmente ostile alla partecipazione socialista agli esecutivi di centro-sinistra presieduti da due cattolici progressisti come Aldo Moro e Mariano Rumor. Governi che ottengono anche il sostegno di un'Azione cattolica che nel frattempo, sotto la presidenza di Vittorio Bachelet, ha compiuto una scelta esclusivamente religiosa, non più collaterale (almeno ufficialmente) a nessun partito politico.

### Esplicative
1. ↑  13 maggio 1929, discorso di Mussolini alla Camera nel dibattito sull'approvazione legislativa dei Patti Lateranensi
Bisogna che io dichiari che la statua di Giordano Bruno, malinconica come il destino di questo frate, resterà dove è. È vero che quando fu collocata in Campo di Fiori, ci furono delle proteste violentissime; perfino Ruggero Bonghi era contrario, e fu fischiato dagli studenti di Roma; ma ormai ho l'impressione che parrebbe di incrudelire contro questo filosofo, che se errò e persisté nell'errore, pagò".
2. ↑  L'idea è più o meno contemporanea all'approvazione del "piano di mobilitazione per il rinnovamento religioso di Roma", elaborato da padre Riccardo Lombardi ed approvato personalmente dal papa. Si veda Riccardo Lombardi, su treccani.it. URL consultato il 15 maggio 2023.
3. ↑  Guido Gonella su il Popolo dell'8 febbraio 1952
Nella maestà del Campidoglio la Dc è fiera di scendere in campo una nuova volta. Roma cristiana e comunismo ateo sono due termini storicamente, moralmente e socialmente inconciliabili, irriducibili; bisogna scegliere, ed il popolo romano con la sua secolare saggezza saprà anche questa volta scegliere. Anche nelle età barbariche, questo conflitto si è sempre risolto con la vittoria della Roma di Cristo. Si combatté per la continuità della missione di Roma, che è perenne missione redentrice dell’uomo e della società.
4. ↑  nel Movimento Sociale Italiano si è imposta dal 1950 la linea legalitaria e filo-atlantica del segretario nazionale Augusto De Marsanich e del suo vice Arturo Michelini, che persegue una politica di legittimazione democratica che prevede l'accettazione del Patto Atlantico, l'accordo con i monarchici per una grande destra e la disponibilità ad appoggiare la Democrazia Cristiana in governi che dell'anticomunismo fanno il primo punto programmatico. La partecipazione alla lista civica anticomunista di Roma, che comporterebbe l'assenza del simbolo del partito sulla scheda, è contestata dall'opposizione interna guidata da Giorgio Almirante, legata all'esperienza rivoluzionaria della RSI prima che ai lasciti legalizzabili del ventennio.
5. ↑  La mattina del 22 aprile, in luogo dell'appello, Don Sturzo deve annunciare ufficialmente il fallimento dell'operazione con un comunicato che punta il dito contro i partiti, "pregiudizialmente contrari a rinunciare alle proprie liste [e che] tendono a interpretare la mia proposta nel senso di iniziare nuovi negoziati".
6. ↑  Relazione di Giulio Andreotti inviata a Pio XII (da Concretezza, anno XI, n. 16, 1965:
È fuor di dubbio che una lista apparentemente extrapolitica ma di fatto risultante dalla Dc + Msi + Pnm avrebbe queste conseguenze:
1) Nelle province dove si tengono elezioni la propaganda di destra farebbe perno sul declino della fiducia ecclesiastica verso la DC e sull’esaltazione del MSI come “salvatore di Roma”. Chi si gioverebbe di questa erosione dei partiti di centro? I comunisti, che andrebbero a conquistare di colpo le amministrazioni, attraverso l’acquisizione della maggioranza relativa.
2) Nelle province del Nord, dove la DC ha conquistato solide basi nel mondo operaio e contadino (si pensi alle province lombarde, a quelle piemontesi ecc.), si avrebbe un’immediata ripercussione della slittata a destra e verso il MSI che è considerato l’erede diretto della Repubblica sociale. Chi si avvantaggerebbe di questa crisi? Forse i socialdemocratici e i liberali ma più probabilmente i socialcomunisti. Bella preparazione per il ’53!
3) I tre partiti minori del 18 aprile assumerebbero una posizione di chiaro risentimento e le correnti anticlericali – con tanta fatica arginate in questi anni – riprenderebbero quota. Si può escludere che questi partiti vadano a dare man forte alla lista Nitti ma non si può davvero pensare che i simpatizzanti elettori dei tre partiti diano il loro voto al listone di centro-destra. Basti considerare il popolo minuto più o meno ebraicizzante del Ghetto che è fedele al Partito repubblicano e che ricorda troppo da vicino le razzie dei fascisti di Salò.
4) Cadrebbero gli accordi con i repubblicani per i Castelli romani a tutto vantaggio dei comunisti.
5) Non sono da escludersi le dimissioni del ministro Pacciardi con intuitivi commenti in America e nel mondo atlantico.
6) Quasi certamente i parlamentari socialdemocratici e liberali toglierebbero l’appoggio al governo in Senato, il che vuol dire:
a) crisi di governo possibili ogni momento;
b) blocco di tutte le leggi che a noi interessa condurre in porto a cominciare da quella sulla stampa, per andare a quella sulla radio vaticana e, per finire, ad ogni utile riforma elettorale e politica.
7) Anche a prescindere dall’instabilità a cui al n. 6), il prestigio della Democrazia cristiana e del governo verrebbe indebolito immediatamente in campo internazionale. E ne prenderebbero forse istantaneo pretesto gli angloamericani per le trattative che sono in corso su Trieste.
8) Le documentatissime posizioni contro la Chiesa e contro la morale cristiana assunte dai fascisti di Salò e di recente dal comandante Lauro nel noto discorso esaltatore della limitazione delle nascite, verrebbero certamente sfruttate contro il “listone”, arrecando turbamento certo tra i cattolici sinceri.
Il timore di perdere le elezioni a Roma non appare del resto così giustificato se si tiene conto delle possibilità proselitistiche immense di una campagna condotta con chiarezza di posizioni, così come già è iniziata.
Per parare sleali campagne dei fascisti la Dc ha già ottenuto che in una solenne riunione degli ufficiali e degli appartenenti alla ex milizia si faccia formale riconoscimento della politica pacificatrice del governo che proprio in questi giorni ha accordato la pensione agli ex militi del ventennio, dopo averla in precedenza concessa a tutti gli invalidi anche del periodo di Salò. Tale riunione sarà presieduta dal generale Galbiati già capo di Stato maggiore della milizia ed uno dei sei membri del Gran consiglio che il 25 luglio ’43 votarono contro l’ordine del giorno Grandi. Egli è pertanto una fonte non sospetta di testimonianza obiettiva.
Sembra che l’onorevole De Gasperi abbia fino a questo momento sempre guidato vittoriosamente la lotta al comunismo in Italia. Perché mai non gli si dovrebbe far credito in questi frangenti, quasi sentisse meno di altri la preminente esigenza di una difesa gelosa della città di Roma, sede episcopale del papa?
7. ↑  il disegno di legge "Norme di attuazione della XII disposizionetransitoria e finaledella Costituzione, approvato dal Senato il 1º febbraio viene defitivamente approvato il 18 giugno 1952.
8. ↑  Scrive Giorgio Frasca Polara: Nell’agosto dell’anno successivo monsignor Pavan va a trovare De Gasperi in Valsugana per tentare di ricucire i rapporti tra il segretario della Dc e papa Pacelli che al presidente del Consiglio aveva inferto una grossolana “umiliazione” negandogli a giugno (quindi dopo le elezioni, e per vendicarsi) un’udienza privata per il trentesimo anniversario del matrimonio e la professione di sua figlia, suor Lucia. Ma tanto la lingua continua a battere dove il dente duole, che De Gasperi è costretto a insistere, sicuro che ogni cosa sarà verbalizzata fedelmente: “Qualora la Dc si apparentasse con le Destre si disintegrerebbe il Centro: quanti hanno sensibilità sociale rimarrebbero sconcertati e finirebbero per scivolare verso l’estrema sinistra…”. Pavan suggerisce: “Ne parli direttamente al Papa”. De Gasperi non ha dimenticato quella che lui stesso ha definito la “umiliazione”, e replica. “Un incontro col Santo Padre è gradito, graditissimo. Però non posso dimenticare che sono il leader di un partito e il capo di un governo: non posso quindi espormi al rischio di cercare un incontro che non sia accetto”.
9. ↑  Da Il Timone: n.117, novembre 2012
Pio XII ordinò alla "Civiltà Cattolica" di scrivere un articolo contro De Gasperi, precisando quella che a suo avviso era la vera dottrina della Chiesa. Nello stesso periodo diminuì anche l'influenza all'interno del Vaticano di mons. Giovanni Battista Montini, che fece ogni sforzo per far recedere Pio XII dalla decisione di non ricevere De Gasperi. Nel novembre 1954 mons. Montini fu allontanato dalla Curia con la nomina ad arcivescovo di Milano, senza però essere stato creato cardinale da Pio XII. Alcide De Gasperi era morto il 19 agosto 1954. Sturzo, che nel novembre del 1953 era stato fatto senatore a vita dal presidente della Repubblica Luigi Einaudi, scompariva l'8 agosto 1959. Ma fu solo la fine di Pio XII, il 9 ottobre del 1958, a chiudere l'epoca storica, a cui solo Luigi Gedda sopravvisse in silenzio, tornando a Dio il 26 settembre 2000. Oggi si può dire che il fallimento dell'operazione Sturzo, ricordato sempre con amarezza da Luigi Gedda, aprì la strada verso il centro-sinistra e il compromesso storico. Un percorso in cui gli eredi di De Gasperi non "tradirono" l'uomo politico trentino, come spesso si crede, ma ne continuarono con coerenza la politica di "secolarizzazione" della società.

### Bibliografiche
1. 1 2 3   Andrea Riccardi, Il partito romano. Papato e Roma dopo il 1870, su treccani.it. URL consultato il 15 maggio 2023.
2. ↑   Georg Gänswein: I rapporti tra Stato e Chiesa in Italia, su notedipastoralegiovanile.it. URL consultato il 15 maggio 2023.
3. ↑   Camera dei deputati del Regno d'Italia: seduta del 13 maggio 1929 (PDF), su storia.camera.it. URL consultato il 15 maggio 2023.
4. ↑  L’art. 1 della legge 24 giugno 1929 n. 1159 dichiarava: «Sono ammessi nel Regno culti diversi dalla religione cattolica apostolica e romana, purché non professino principii e non seguano riti contrari all’ordine pubblico o al buon costume. L’esercizio, anche pubblico, di tali culti è libero»
5. ↑  Gorla, pp. 126-127.
6. 1 2 3   Il Partito Romano, su treccani.it. URL consultato il 15 maggio 2023.
7. ↑  Nel 1938 Pio XI eleva una formale protesta diplomatica contro l'esposizione della svastica per la visita di Hitler a Roma, una croce che, scrive il pontefice, "non è quella di Cristo". L'episodio è ricordato da Giuseppe Della Torre nella quinta edizione delle sue "Lezioni di diritto ecclesiastico". L'autore ricorda anche il ricorso del 1965 contro la rappresentazione della commedia "Il Vicario" di Rolf Hochhut, ritenuta lesiva della memoria di Pio XII circa il suo silenzio sull'Olocausto.
8. ↑   Discorso di Sua Santità ai predicatori e ai Quaresimalisti di Roma, su vatican.va. URL consultato il 15 maggio 2023.
9. ↑  l Messaggero, 4dicembre1946
10. ↑  Andreotti, p. 1.
11. 1 2   Discorso di Sua Santità Pio XII al Sindaco di Roma e ai componenti della giunta municipale. 17 dicembre 1947, su w2.vatican.va, vatican.va. URL consultato il 15 maggio 2023.
12. ↑   Discorso di Sua Santità Pio XII ai fedeli, 22 dicembre 1946, su w2.vatican.va, vatican.va. URL consultato il 15 maggio 2023.
13. ↑   L’esperienza esemplare del Movimento dei cattolici comunisti e del Partito della sinistra cristiana, su treccani.it. URL consultato il 15 maggio 2023.
14. 1 2  ibidem
15. ↑  Testo unico 5 aprile 1951, n. 203. Con le leggi 18 maggio 1951, n. 328 e 16 ottobre 1951, n. 1168, si emanano norme sulle attribuzioni e il funzionamento degli organi dell'Amministrazione provinciale, ripristinando le norme del Testo Unico del 1915, n. 148.
16. ↑  Davide Possanzini: L'elaborazione della cosiddetta legge truffa e le elezioni del 1953. Quaderni della Regione Toscana, n. 46
17. ↑   Capitale corrotta, nazione infetta': l'inchiesta-scandalo di Manlio Cancogni sull'Espresso, su espresso.repubblica.it. URL consultato il 15 maggio 2023.
18. 1 2 3   Le carte Pavan, su 30giorni.it. URL consultato il 15 maggio 2023.
19. ↑  Ibidem
20. ↑   Monsignor Roberto Ronca e il movimento di Civiltà Italica di fronte al 18 aprile 1948, su identitanazionale.it. URL consultato il 4 maggio 2023.
21. ↑  Il Timone, n.117, novembre 2012
22. 1 2 3 4   Ma il Papa, alla fine, preferì la Dc, su 30giorni.it. URL consultato il 15 maggio 2023.
23. 1 2 3  Giulio Andreotti: Note sull'operazione Sturzo in Concretezza, n. 16 del 16 agosto 1965.
24. ↑  Il Messaggero, 18 aprile 1952
25. ↑   La sinistra del Msi e l’opposizione all’“Operazione Sturzo”, su ilpensierostorico.com. URL consultato il 15 maggio 2023.
26. ↑   Un caso di populismo meridionale nell’Italia degli anni ’50, su storiaefuturo.eu. URL consultato il 15 maggio 2023.
27. ↑  L'episodio è ricordato da Giorgio Galli in "Storia dei partiti politici italiani".
28. ↑  Il Messaggero, 19 aprile 1952
29. 1 2  Il Popolo, 24 aprile 1952
30. 1 2   Montini contro l’«Operazione Sturzo», su lastampa.it. URL consultato il 15 maggio 2023.
31. ↑  l'Unità, 24 aprile 1952
32. ↑   Il caso di Mario Rossi (1954): testimonianze, documenti, lettere. Lettera ai Vescovi, 16 aprile 1954, su lovatti.eu. URL consultato il 15 maggio 2023.
33. ↑  Antonio Toldo: Dati riassuntivi delle elezioni amministrative del 25 maggio 1952, in Aggiornamenti sociali, Fascicolo: agosto-settembre 1952
34. 1 2 3   I legislatura. Anno 1952, su dellarepubblica.it. URL consultato il 15 maggio 2023.
35. ↑   Camera dei deputati. Seduta del 6 giugno 1952 (PDF), su documenti.camera.it, storia.camera.it. URL consultato il 15 maggio 2023.
36. ↑  l’Unità», 21 giugno 1952
37. ↑   Stampa Sera, 8-9 luglio 1952
38. ↑   Storia della legge truffa del 1953 e delle battaglie per affermare il sistema parlamentare, su ilriformista.it. URL consultato il 15 maggio 2023.
39. ↑   1953 - 1958 VIII governo De Gasperi, su dellarepubblica.it. URL consultato il 29 marzo 2018.
40. ↑   VIII Governo De Gasperi / Governi /  Camera dei deputati - Portale storico, su storia.camera.it. URL consultato il 29 marzo 2018.
41. ↑   Centrismo, su treccani.it. URL consultato il 15 maggio 2023.
42. ↑   il centrismo degasperiano. La fine di De Gasperi è la fine di un’epoca: con lui finisce un’epoca e ne comincia un’altra non certamente migliore, su sites.google.com, sites.google.com/view/spistoriapoliticainformazione/storie-della-repubblica. URL consultato il 15 maggio 2023.